# Luis Rolando Solares
Luis Rolando Solares (n. 17 de enero de 1985 en la Ciudad de Guatemala) es un periodista deportivo que ha trabajado en varios medios en Guatemala y Chile.

## Biografía
Nacido en la Ciudad de Guatemala, estudió periodismo en la Universidad de Las Américas en Chile.

### Carrera
Ha trabajado en diversos medios, tanto en prensa escrita, radio y televisión. Trabajó para las radios TGW y Punto, en Guatemala, y Radio Santiago en Chile en donde se desempeñó como comentarista y reportero.
En prensa escrita trabajó como editor de los matutinos Siglo 21 y Al Día. Fue también editor en jefe del portal Guatefutbol.com. Escribió además artículos para la Concacaf.
En mayo de 2015, fundó Antigua Sports,  uno de los primeros canales deportivos de Centroamérica, del cual fue director, además fue ancla de deportes en Canal Antigua, en el que también fue el presentador de Gente que Inspira.
En julio de 2019 asumió como director de producción de Claro Sports con contenidos para Guatemala, Centroamérica y República Dominicana.
Entre el 2016 y el 2019, fue el representante de la prensa deportiva de Guatemala para votar en los premios The Best de la FIFA.
El 19 de febrero de 2020, Solares anunció su salida de Claro Sports para después regresar a Guatefutbol.com en donde trabajó como periodista y columnista. 
El 27 de febrero de 2023, TV Azteca Guate informó mediante su sitio web la incorporación al programa Los Protagonistas junto a Gustavo Velásquez y Mario Rodríguez. 
Solares también forma parte del equipo de Fox Deportes en las trasmisiones del fútbol guatemalteco en Estados Unidos, desde marzo de 2023.

### Vida privada
Es esposo de Karla Martínez y padre de Antonella y Luciana.